# Schmiedegrundsee
Der Schmiedegrundsee ist ein See bei Neuensund im Landkreis Vorpommern-Greifswald in Mecklenburg-Vorpommern.
Das etwa 11 Hektar große Gewässer befindet sich im Gemeindegebiet von Strasburg (Uckermark), 1,5 Kilometer östlich vom Ortszentrum in Neuensund entfernt. Der See verfügt über keine natürlichen Zuflüsse. Durch ein weitverzweigtes östliches Grabensystem fließt jedoch Wasser zum Galenbecker See ab. Am nördlichen Ufer des Sees befindet sich eine Badestelle. Die maximale Ausdehnung des Schmiedegrundsees beträgt etwa 470 mal 440 Meter. Der See ist zudem zum Angeln ausgewiesen und beherbergt Fischarten wie Hechte, Aale, Barsche, Blei, Güster, Rotfeder, Rotauge und Karpfen.